# Załusin (gromada)
Załusin (do 28 II 1956 Odolin) – dawna gromada, czyli najmniejsza jednostka podziału terytorialnego Polskiej Rzeczypospolitej Ludowej w latach 1954–1972.
Gromady, z gromadzkimi radami narodowymi (GRN) jako organami władzy najniższego stopnia na wsi, funkcjonowały od reformy reorganizującej administrację wiejską przeprowadzonej jesienią 1954 do momentu ich zniesienia z dniem 1 stycznia 1973, tym samym wypierając organizację gminną w latach 1954–1972.
Gromadę Załusin z siedzibą GRN w Załusinie utworzono 29 lutego 1956 w powiecie kutnowskim w woj. łódzkim w związku z przeniesieniem siedziby gromady Odolin z Odolina do Załusina i zmianą nazwy jednostki na gromada Załusin. W 1957 roku (grudzień) gromadzka rada narodowa składała się z 15 członków.
31 grudnia 1959 do gromady Załusin przyłączono wieś i parcelę Gosławice i wieś Wola Kałkowa ze zniesionej gromady Emilianów.
Gromada przetrwała do końca 1972 roku, czyli do kolejnej reformy gminnej.